# Петр Лесов
Петр Лесов (болг. Петър Лесов; 12 вересня 1960, Раковський, Болгарія) — болгарський боксер-аматор, олімпійський чемпіон 1980 року, дворазовий чемпіон Європи.

## Аматорська кар'єра
На Олімпійських іграх 1980 став чемпіоном.
- В 1/16 фіналу переміг Онофре Раміреса (Нікарагуа) — 5-0
- В 1/8 фіналу переміг Хассана Шерифа (Ефіопія) — 5-0
- У чвертьфіналі переміг Гілберто Романа (Мексика) — 4-1
- У півфіналі переміг Г'ю Расселла (Ірландія) — 5-0
- У фіналі у другому раунді здолав радянського боксера Віктора Мирошниченко — TKO

На чемпіонаті Європи 1981 став чемпіоном.
- В 1/8 фіналу переміг Олексія Нікіфорова (СРСР) — 5-0
- У чвертьфіналі переміг Даміано Лауретта (Італія) — 5-0
- У півфіналі переміг Богдана Мачуга (Польща) — 5-0
- У фіналі переміг Константина Тітою (Румунія) — 5-0

На Кубку світу 1981 переміг Хуан Поло Переса (Колумбія), програв Омару Сантіестебану (Куба) і отримав срібну медаль.
На чемпіонаті світу 1982 достроково програв у першому бою Омару Сантіестебану (Куба).
На чемпіонаті Європи 1983 став чемпіоном.
- У чвертьфіналі переміг Даміано Лауретта (Італія) — 5-0
- У півфіналі переміг Рашида Кабірова (СРСР) — 5-0
- У фіналі переміг Яноша Вараді (Угорщина) — 5-0

На Кубку світу 1983 переміг Даміано Лауретта (Італія), програв Педро Орландо Реєсу (Куба) і завоював бронзову медаль.
Через бойкот Олімпійських ігор 1984 представниками з соціалістичних країн пропустив Олімпіаду, після чого перестав брати участь у міжнародних змаганнях.

## Професіональна кар'єра
1991 року дебютував на профірингу. Після п'яти поразок нокаутом або технічним нокаутом завершив кар'єру.